# Bora Ćosić
Bora Čosić (v srbské cyrilici Бора Ћосић; 5. dubna 1932, Záhřeb) je srbský a chorvatský spisovatel. Jeho přístup k literární tvorbě nepostrádá ironii, satiru a parodizaci řady svých předchůdců. Celkem napsal asi kolem padesáti děl.

## Biografie
Ač projugoslávsky zaměřen, v řadě svých děl kritizoval oficiální podobu komunistického režimu (v roce 1956 románem Kuća lopova – česky "Dům zlodějů" – a hlavně ve svém krátkém románu z roku 1971 s názvem Uloga moje porodice u svetskoj revoluciji, česky "Role mé rodiny ve světové revoluci"). Přestože mělo dílo popsat ukrutnosti především nacistické okupace, nepříliš růžové vykreslení osvoboditelů vyneslo Ćosićovi desetiletý zákaz tvorby. Zároveň však autorovi otevřelo dveře mezi čtenáře, neboť se s kritickým zhodnocením tehdejšího systému jedné politické strany, oplývajícího slavnostními projevy a kultem osobnosti, ztotožnilo nemálo obyvatel tehdejší Jugoslávie. Dokonce bylo přijato i kritikou[zdroj?] a oceněno prestižní jugoslávskou cenou časopisu NIN.
Mezi další významná Ćosićova díla z přelomu 60. a 70. let 20. století patří např. Priče o zanatima (Povídky o řemeslech, 1966), či Tutori (1978). V dalších svých pracích se nevyhýbal ani středoevropskému prostoru, ani hodnocení jiných spisovatelů z tehdejší Jugoslávie – jakými byl např. Miroslav Krleža.
Ćosić byl původem ze Záhřebu; od roku 1937 žil v Bělehradě. Na protest proti politice Slobodana Miloševiće se v roce 1992 přestěhoval do města Rovinj na Istrii. I během svého pobytu v Chorvatsku byl literárně aktivní. Tvorba z tohoto období (např. Dnevnik apartida, Nulta zemlja, Carinska deklaracija) odkazuje především na různé události neklidných 90. let, (vojenské konflikty, politické a ekonomické krize zemí bývalé Jugoslávie). Od roku 1995 žije Ćosić v Berlíně a stále aktivnější je i v oblasti psaní poezie. Ke společensko-politické situaci v Srbsku je kritický i v současné době.